# Архиепархия Сеула

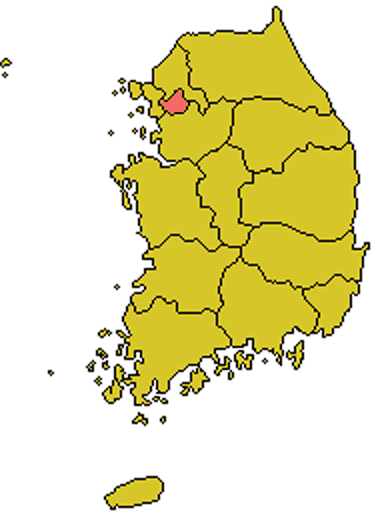
Расположение архиепархии Сеула на карте Южной Кореи

 Архиепархия Сеула (лат. Archidioecesis Seulensis) — архиепархия Римско-католической церкви с центром в городе Сеул, Южная Корея. В митрополию Сеула входят епархии Вонджу, Инчхона, Пхеньяна, Сувона, Тэджона, Чхунчхона, Хамхына, Ыйджонбу. Кафедральным собором архиепархии Сеула является церковь Непорочного Зачатия Пресвятой Девы Марии в Сеуле.

## История
9 сентября 1831 года Папа Римский Григорий XVI выпустил бреве Ex debito, которым учредил апостольский викариат Кореи, выделив его из епархии Пекина (сегодня — архиепархия Пекина). Руководство Католической церкви в Корее было поручено миссионерам из организации «Парижское общество заграничных миссий».
В 1911 году апостольский викариат Кореи был переименован в апостольский викариат Сеула, одновременно часть его территории была передана для возведения нового апостольского викариата Тайку (сегодня — архиепархия Тэгу).
10 марта 1962 года Папа Римский Иоанн XXIII выпустил буллу Fertile Evangelii semen, которой возвёл апостольский викариат Сеула в ранг архиепархии.
В следующие годы архиепархия Сеула, включавшая первоначально весь Корейский полуостров, передала часть своей территории для учреждения новых церковных структур:
- 5 августа 1920 года — апостольскому викариату Вонсана (сегодня — епархия Хамхына);
- 17 марта 1927 года — апостольской префектуре Хпьенг-йанга (сегодня — епархия Пхеньяна);
- 25 апреля 1939 года — апостольской префектуре Шунсена (сегодня — епархия Чхунчхона);
- 23 июня 1958 года — апостольскому викариату Чонджу и Тэджона (сегодня — епархии Чхонджу и Тэджона);
- 6 июня 1961 года — апостольскому викариату Инчхена (сегодня — епархия Инчхона);
- 7 октября 1963 года — епархии Сувона;
- 24 июня 2004 года — епархии Ыйджонбу.

## Ординарии архиепархии
- епископ Barthélemy Bruguière (9.09.1831 — 20.10.1835);
- святой епископ Лаврентий Эмбер (26.10.1836 — 21.09.1839);
- епископ Jean-Joseph-Jean-Baptiste Ferréol (14.08.1843 — 3.02.1853);
- святой епископ Симеон Франсуа Бернё (5.08.1854 — 8.03.1866);
- святой епископ Антуан Давелюи (8.03.1866 — 30.03.1866);
- епископ Pedro Núñez y Pernía (24.09.1868 — 16.03.1884);
- епископ Félix-Clair Ridel (27.04.1869 — 20.06.1884);
- епископ Marie-Jean-Gustave Blanc (20.06.1884 — 21.02.1890);
- епископ Gustave-Charles-Marie Mutel (2.09.1890 — 22.01.1933);
- епископ Andrien-Jean Larribeau (23.01.1933 0 5.01.1942);
- архиепископ Поль-Мари Кинам По (10.11.1942 — 23.03.1967);
- кардинал Стефан Ким Су Хван (9.04.1968 — 3.04.1998);
- кардинал Николай Чон Джин Сок (3.04.1998 — 10.05.2012);
- кардинал Андрей Ём Су Чжун (10.05.2012 — 28.10.2021);
- архиепископ Пётр Чон Сун Тхэк (28.10.2021 — по настоящее время).

## Источник
- Annuario Pontificio, Libreria Editrice Vaticana, Città del Vaticano, 2003, ISBN 88-209-7422-3
- Булла Fertile Evangelii semen Архивная копия от 27 марта 2010 на Wayback Machine, AAS 54 (1962), стр. 552  (лат.)